# Trzy serca (powieść)
Trzy serca – powieść Tadeusza Dołęgi-Mostowicza z 1938 roku. 
Historia zamiany dzieci przez mamkę była zainspirowana rzeczywistym wydarzeniem opisanym m.in. w gazecie "7 groszy" nr 48/1937. Pierwowzorem powieściowej Kate była natomiast narzeczona pisarza – Katarzyna Piwnicka, 17-letnia wówczas córka arystokratów z majątku w Sikorzu.

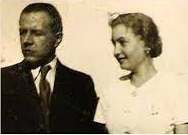
Tadeusz Dołęga-Mostowicz z narzeczoną Katarzyną Piwnicką (pierwowzór powieściowej Kate)

## Fabuła
Akcja toczy się w dwudziestoleciu międzywojennym w konserwatywnym środowisku ziemiańskim. Akcja skupia się na historii trojga młodych ludzi znających się od dzieciństwa: hrabiego Rogera Tynieckiego zwanego Gogiem, jego kuzynki Kate oraz skromnego pomocnika ekonoma Maćka Zudry, nieślubnego syna kucharki, a zarazem mlecznego brata Goga. Pewnego dnia ich losy splatają się w nierozerwalny węzeł, gdy matka Maćka na łożu śmierci wyjawia opiekującej się nią Kate szokującą i pilnie skrywaną tajemnicę...

## Adaptacje
- Trzy serca (1939) – film w reżyserii Michała Waszyńskiego, z Aleksanderem Żabczyńskim (Gogo), Jerzym Pichelskim (Maciek) i Elżbietą Barszczewską (Kate)
- Trzy serca (1984) – 4-odcinkowy serial Teatru Polskiego Radia, reż. Juliusz Owidzki, z Grażyną Barszczewską w roli Kate[4]